# Équipe de Tunisie de volley-ball en 2011
L'équipe de Tunisie de volley-ball dispute en Slovénie cinq matchs amicaux pour préparercle championnat d'Afrique au Maroc. De retour à Tunis, l'équipe s'offre l'Inde et l'Autriche en série de matchs amicaux. Invitée à la coupe du président du Kazakhstan, tournoi reconnu par la Fédération internationale de volley-ball, l'équipe tunisienne crée la sensation au carré d'as en battant le prestigieux Fakel Novy mais elle chute en finale face à l'Inde qu'elle a battu trois fois en préparation. Au championnat d'Afrique, l'équipe trébuche d'entrée contre le Cameroun. En demi-finale, l'Égypte élimine l'équipe tunisienne sans forcer. C'est la première non-qualification de la Tunisie à la coupe du monde depuis 1989. En novembre, l'équipe reprend sa préparation pour le tournoi qualificatif aux Jeux olympiques 2012.

## Les matchs des Seniors
| Date                                               | Lieu                                | Adversaire            | Score                               | Durée  | Compétition | Meilleur marqueur  | Référence |
| 7 juillet 2011                                     | Ljubljana                           | Slovénie B            | 3-1 (25-23 21-25 25-23 25-20)       | -      | A           | -                  | att.      |
| 9 juillet 2011                                     | Ljubljana                           | Cameroun              | 4-0 (25-18 25-22 25-18 + 25-19)     | -      | A           | -                  | lapr.     |
| 10 juillet 2011                                    | Ljubljana                           | Canada Univ.          | 4-0                                 | -      | A           | -                  | VC        |
| 11 juillet 2011                                    | Ljubljana                           | Cameroun              | 2-2 (25-18 18-25 25-22 23-25)       | -      | A           | -                  | lapr.     |
| 12 juillet 2011                                    | Ljubljana                           | Canada Univ.          | 2-1                                 | -      | A           | -                  | VC        |
| 26 juillet 2011                                    | Palais des sports d'El Menzah Tunis | Inde                  | 3-1 (25-21 25-21 27-29 25-22)       | -      | A           | -                  | lapr.     |
| 27 juillet 2011                                    | Palais des sports d'El Menzah Tunis | Inde                  | 3-1 (20-25 25-20 27-25 25-23)       | -      | A           | -                  | lapr.     |
| 29 juillet 2011                                    | Palais des sports d'El Menzah Tunis | Inde                  | 3-2                                 | -      | A           | -                  |           |
| 10 août 2011                                       | Palais des sports d'El Menzah Tunis | Autriche              | 3-1 (20-25 25-19 25-21 25-18)       | -      | A           | -                  |           |
| 11 août 2011                                       | Palais des sports d'El Menzah Tunis | Autriche              | 3-1 (25-21 25-19 23-25 25-22)       | -      | A           | -                  | ÖVV       |
| 13 août 2011                                       | Palais des sports d'El Menzah Tunis | Autriche              | 3-1 (25-23 11-25 25-17 25-22)       | -      | A           | -                  | ÖVV       |
| 22 août 2011                                       | Baluan Sholak Sports Palace Almaty  | Chine B               | 3-0 (25-17 25-19 25-21)             | 1 h 10 | CPKPT       | Marouen Garci (18) | AVC       |
| 23 août 2011                                       | Baluan Sholak Sports Palace Almaty  | Kazakhstan B          | 3-0 (25-22 25-17 25-21)             | -      | CPKPT       | -                  |           |
| 24 août 2011                                       | Baluan Sholak Sports Palace Almaty  | Kazakhstan            | 2-3 (19-25 18-25 25-19 25-22 14-16) | -      | CPKPT       | -                  |           |
| 26 août 2011                                       | Baluan Sholak Sports Palace Almaty  | Fakel Novy Ourengoï   | 3-2 (25-21 23-25 25-21 16-25 19-17) | -      | CPKDF       | -                  |           |
| 27 août 2011                                       | Baluan Sholak Sports Palace Almaty  | Inde                  | 0-3 (18-25 22-25 20-25)             | -      | CPKF        | -                  |           |
| Stage à Lyon, France (9 septembre au 16 septembre) |                                     |                       |                                     |        |             |                    |           |
| 23 septembre 2011                                  | Salle Azzayaten Tanger              | Cameroun              | 2-3 (18-25 25-20 17-25 25-23 09-15) | 2 h 0  | CHANPT      | -                  |           |
| 24 septembre 2011                                  | Salle Azzayaten Tanger              | Botswana              | 3-0 (25-15 25-16 25-13)             | 0 h 55 | CHANPT      | -                  |           |
| 25 septembre 2011                                  | Salle Azzayaten Tanger              | Maroc                 | 3-0 (25-23 25-16 25-19)             | 1 h 16 | CHANPT      | -                  |           |
| 27 septembre 2011                                  | Salle Azzayaten Tanger              | Égypte                | 0-3 (17-25 17-25 20-25)             | 1 h 11 | CHANDF      | -                  |           |
| 29 septembre 2011                                  | Salle Azzayaten Tanger              | Algérie               | 3-1 (28-26 19-25 25-18 25-22)       | 1 h 38 | CHAN3e      | -                  |           |
| 23 novembre 2011                                   | Cité des Jeunes d'El Menzah Tunis   | Bahreïn               | 3-2                                 | -      | A           | -                  |           |
| 26 novembre 2011                                   | Cité des Jeunes d'El Menzah Tunis   | ASUL Lyon Volley-Ball | 3-2 (25-21 25-22 18-25 17-25 15-13) | -      | A           | -                  |           |
| 27 novembre 2011                                   | Palais des sports d'El Menzah Tunis | ASUL Lyon Volley-Ball | 3-0 (25-22 25-23 25-23)             | -      | A           | -                  |           |

A : match amical.
CPK: match du Coupe du président du Kazakhstan.
Univ. : équipe universitaire.
CHAN : match du Championnat d'Afrique 2011
PTPremier tour
DFDemi-finale
FFinale
3eMatch pour la 3e place

## Les Sélections

### Sélection pour leChampionnat d'Afrique 2011
| No                                       | Nom                                      | Date de naissance                        | Taille | Poids | Poste                        | Club                         |
| ---------------------------------------- | ---------------------------------------- | ---------------------------------------- | ------ | ----- | ---------------------------- | ---------------------------- |
| 2                                        | Ahmed Kadhi                              | 19 avril 1989                            | 198    | 97    | Central                      | CO Kélibia                   |
| 4                                        | Marouen Garci                            | 21 mars 1988                             | 194    | 73    | Attaquant                    | Étoile du Sahel              |
| 5                                        | Chokri Jouini                            | 25 avril 1989                            | 194    | 76    | Attaquant                    | Espérance de Tunis           |
| 8                                        | Mohamed Ben Slimen                       | 19 novembre 1981                         | 187    | 73    | Passeur                      | Étoile du Sahel              |
| 10                                       | Hamza Nagga                              | 29 mai 1990                              | 196    | 84    | Attaquant                    | CO Kélibia                   |
| 11                                       | Ismail Moalla                            | 30 janvier 1990                          | 195    | 81    | Réceptionneur-attaquant      | Club sfaxien                 |
| 12                                       | Anouer Taouerghi                         | 17 août 1983                             | 178    | 76    | Libero                       | Club sfaxien                 |
| 13                                       | Noureddine Hfaiedh                       | 27 août 1971                             | 197    | 86    | Réceptionneur-attaquant      | Club sfaxien                 |
| 14                                       | Bilel Ben Hassine                        | 22 juin 1983                             | 201    | 90    | Central                      | Club sfaxien                 |
| 15                                       | Mehdi Ben Cheikh                         | 13 mai 1979                              | 183    | 88    | Passeur                      | Espérance de Tunis           |
| 16                                       | Hichem Kaâbi                             | 13 septembre 1986                        | 194    | 82    | Attaquant                    | Espérance de Tunis           |
| 18                                       | Nabil Miladi                             | 28 février 1988                          | 197    | 86    | Attaquant                    | Espérance de Tunis           |
|                                          |                                          |                                          |        |       |                              |                              |
| Encadrement technique                    | Encadrement technique                    |                                          |        |       | Légende                      | Légende                      |
| Entraîneur : Fethi Mkaouar               | Entraîneur : Fethi Mkaouar               | Entraîneur : Fethi Mkaouar               |        |       | : Capitaine                  | : Capitaine                  |
| Entraîneur(s) adjoint(s) : Riadh Hedhili | Entraîneur(s) adjoint(s) : Riadh Hedhili | Entraîneur(s) adjoint(s) : Riadh Hedhili |        |       | : Joueur blessé actuellement | : Joueur blessé actuellement |
| Manager général : Kamel Rekaya           |                                          |                                          |        |       |                              |                              |

## Équipe des moins 21 ans

### Les matchs
| Date          | Lieu                         | Adversaire | Score                               | Durée  | Compétition | Meilleur marqueur              | Référence |
| 1er août 2011 | Ginásio Caio Martins Niterói | Espagne    | 0-3 (14-25 18-25 17-25)             | 1 h 7  | CHMPT       | Racem Siala (10)               | FIVB      |
| 2 août 2011   | Ginásio Caio Martins Niterói | Argentine  | 0-3 (17-25 23-25 22-25)             | 1 h 43 | CHMPT       | Mohamed Arbi Ben Abdallah (15) | FIVB      |
| 3 août 2011   | Ginásio Caio Martins Niterói | Porto Rico | 2-3 (25-20 13-25 25-23 20-25 11-15) | 1 h 58 | CHMPT       | Mohamed Arbi Ben Abdallah (19) | FIVB      |
| 5 août 2011   | Ginásio Caio Martins Niterói | Égypte     | 3-1 (23-25 25-21 25-18 25-13)       | 1 h 8  | CHMMdc      | Racem Siala (12)               | FIVB      |
| 6 août 2011   | Ginásio Caio Martins Niterói | Japon      | 0-3 (19-25 20-25 18-25)             | 1 h 43 | CHMMdc      | Racem Siala (14)               | FIVB      |
| 7 août 2011   | Ginásio Caio Martins Niterói | Canada     | 1-3 (20-25 21-25 25-21 23-25)       | 1 h 44 | CHMMdc      | Amin Ben Bey (16)              | FIVB      |
| 8 août 2011   | Ginásio Caio Martins Niterói | Porto Rico | 3-2 (27-29 25-21 25-21 23-25 15-12) | 2 h 19 | CHMMdc      | Mohamed Arbi Ben Abdallah (25) | FIVB      |
| 9 août 2011   | Ginásio Caio Martins Niterói | Bulgarie   | 0-3 (15-25 22-25 17-25              | 1 h 8  | CHMMdc      | Mohamed Arbi Ben Abdallah (11) | FIVB      |

CHM : match du Championnat du monde des moins de 21 ans 2011
PTPremier tour
MdcMatch de classement (9 à 16)

### Sélection pour leChampionnat du monde des moins de 21 ans 2011
| No                                         | Nom                                        | Date de naissance                          | Taille | Poids | Poste                        | Club                         |
| ------------------------------------------ | ------------------------------------------ | ------------------------------------------ | ------ | ----- | ---------------------------- | ---------------------------- |
| 2                                          | Bahri Ben Messaoud                         | 21 juin 1991                               | 185    | 80    | Libero                       | Club olympique de Kélibia    |
| 6                                          | Amin Ben Bey                               | 12 mars 1992                               | 193    | 81    |                              | Club sfaxien                 |
| 7                                          | Mohamed Arbi Ben Abdallah                  | 3 janvier 1991                             | 196    | 92    | Attaquant                    | US transports de Sfax        |
| 8                                          | Racem Siala                                | 28 janvier 1991                            | 190    | 80    | Attaquant                    | Club sfaxien                 |
| 9                                          | Ibrahim Besbes                             | 19 octobre 1991                            | 196    | 84    | Attaquant                    | Club sfaxien                 |
| 11                                         | Mohamed Ayech                              | 31 mars 1991                               | 198    | 86    | Central                      | Étoile du Sahel              |
| 12                                         | Omar Agrebi                                | 26 août 1992                               | 205    | 85    | Central                      | Club sfaxien                 |
| 13                                         | Mohamed Ali Ben Othmen Miladi              | 12 mai 1991                                | 188    | 69    | Réceptionneur-attaquant      | Aigle sportif d'El Haouaria  |
| 14                                         | Sadam Ben Daoud                            | 14 janvier 1991                            | 185    | 67    |                              | Espérance de Tunis           |
| 15                                         | Mahdi Sammoud                              | 22 mars 1991                               | 189    | 85    | Passeur                      | Aigle sportif d'El Haouaria  |
| 17                                         | Hatem Obba                                 | 21 mai 1991                                | 185    | 67    | Passeur                      | Espérance de Tunis           |
| 18                                         | Aymen Redissi                              | 5 décembre 1992                            | 175    | 75    |                              | Espérance de Tunis           |
|                                            |                                            |                                            |        |       |                              |                              |
| Encadrement technique                      | Encadrement technique                      |                                            |        |       | Légende                      | Légende                      |
| Entraîneur : Mohamed Mounir Gara           | Entraîneur : Mohamed Mounir Gara           | Entraîneur : Mohamed Mounir Gara           |        |       | : Capitaine                  | : Capitaine                  |
| Entraîneur(s) adjoint(s) : Rached Ben Krid | Entraîneur(s) adjoint(s) : Rached Ben Krid | Entraîneur(s) adjoint(s) : Rached Ben Krid |        |       | : Joueur blessé actuellement | : Joueur blessé actuellement |
| Manager général : Belhassen Boukhtioua     |                                            |                                            |        |       |                              |                              |

## Équipe des moins 19 ans

### Les matchs
| Date             | Lieu                         | Adversaire  | Score                               | Durée | Compétition | Meilleur marqueur | Référence |
| 29 juin 2011     | Civita Castellana            | Italie      | 0-3 (20-25 21-25 16-25)             | -     | A           | -                 |           |
| 30 juin 2011     | Civita Castellana            | Argentine   | 3-2 (18-25 26-24 25-15 27-29 15-11) | -     | A           | -                 | FEVA      |
| 1er juillet 2011 | Civita Castellana            | Argentine   | 2-3                                 | -     | A           | -                 |           |
| 12 juillet 2011  | Salle Aïssa-Ben Nasr Kélibia | Tunisie U21 | 0-3 (21-25 20-25 23-25)             | -     | TK          | -                 | FTVB      |
| 12 juillet 2011  | Salle Aïssa-Ben Nasr Kélibia | Inde U21    | 0-3 (18-25 16-25 22-25)             | -     | TK          | -                 | FTVB      |
| 13 juillet 2011  | Salle Aïssa-Ben Nasr Kélibia | Égypte U21  | 2-3 (30-28 25-15 31-33 22-25 18-20) | -     | TK          | -                 | FTVB      |
| 14 juillet 2011  | Salle Aïssa-Ben Nasr Kélibia | Tunisie B   | 2-3 (25-23 23-25 23-25 25-14 11-15) | -     | TK          | -                 | FTVB      |

A: match amical.
TK : match du tournoi de Kélibia.